# Ruth Etting
Ruth Etting (ur. 23 listopada 1896, zm. 24 września 1978) – amerykańska piosenkarka i aktorka

## Filmografia
- 1929: Blue Songs
- 1931: Words & Music jako Ruth Eton
- 1933: Along Came Ruth
- 1933: Rzymskie skandale jako Olga
- 1935: Ticket or Leave It

## Wyróżnienia
Posiada swoją gwiazdę na Hollywoodzkiej Alei Gwiazd.